# Clarence Kingsbury
Clarence Kingsbury (né le 3 novembre 1882 et mort le 4 mars 1949 à Portsmouth) est un coureur cycliste britannique. Il a participé aux Jeux olympiques de 1908 à Londres, où il a remporté les médailles d'or des 20 km et de la poursuite par équipes, avec Benjamin Jones, Leonard Meredith et Ernest Payne. Il a également terminé 5e de l'épreuve du 5 000 m et a été éliminé en demi-finale aux 660 yards. Il a participé à la finale du tournoi de vitesse dont le résultat a été annulé en raison de la durée excessive de la course.

## Palmarès

### Jeux olympiques
- Londres 1908
  -  Champion olympique des 20 km
  -  Champion olympique de poursuite par équipes (avec Benjamin Jones, Leonard Meredith et Ernest Payne)
  - 5e du 5 000 m

### Sources
- (en) Cet article est partiellement ou en totalité issu de l’article de Wikipédia en anglais intitulé « Clarence Kingsbury » (voir la liste des auteurs).